# Hôpital Ambroise-Paré
Hôpital Ambroise-Paré este un spital didactic din Boulogne-Billancourt. Face parte din Assistance publique - Hôpitaux de Paris și este un spital didactic al Universitatea Versailles.
Este unul dintre cele mai mari spitale din Europa. A fost creat în 1923.